# 人妻の唇は缶チューハイの味がして
『人妻の唇は缶チューハイの味がして』（ひとづまのくちびるはかんチューハイのあじがして）は、チンジャオ娘（原作）と野上たま（作画）による日本の漫画作品。『週刊ヤングマガジン』（講談社）のコミック配信サイト「ヤンマガWeb」で、2021年2月17日から連載が始まった。連載開始時から全ページがフルカラー。タイトル文字の一部が黄色くマーキングされており、この部分だけを繋げて読むと「人妻唇チューして」になる。
「もしも、人妻の”あの人”と、２人きりでストロング系の缶チューハイを心ゆくまで飲む機会が訪れたら……」をコンセプトに、主人公が缶チューハイを通じて、様々な人妻と交流する。

## 概要
ストロング系缶チューハイを愛飲する大学生ツヨシと人妻のセックスを、コメディタッチの中で描く“エッチ”で“インモラル”な作品。エピソードの数え方は、缶飲料に倣って「1本目」「2本目」とカウントされ、連載4回から5回をかけて1本分（1人の人妻）を描くオムニバス形式。以前登場した人妻が数カ月後に再登場するケースも多い。ゲスト女性の年齢は20代前半から30代後半まで幅があるが、いずれも既婚者の設定。「飲む」ことがテーマの作品ゆえか、ゲストヒロインの多くが精飲行為をしている。
原作担当のチンジャオ娘が「折しもコロナ禍の中で電子書籍向けにスタートした」と言っているように、2020年代初頭の新型コロナによるパンデミックの世相を反映した漫画で、作中に在宅飲みとオンライン飲み会、在宅ワークなどが描かれ、登場人物たちが外出時にマスクを着用している。
単行本は電子書籍のみで、各巻とも人妻2人分のエピソードを収録している。2021年7月6日に電子書籍で単行本第1巻が発売された。単行本10巻発売時点の2022年12月には、「電書累計500万DL超」と報じられている。
作品の好評を受けて2024年6月19日に“贅沢フルカラーストロング版”と題した紙のコミックスが、講談社プレミアムKCレーベルから発売された（電子書籍版も同時発売）。紙版単行本は発売前から重版が決定し、作者の2人から喜びのコメントが寄せられている。
2024年7月には、紙版と電子書籍版を合わせた単行本の累計発行部数120万部達成目前として、「ヤンマガWeb」にヤンマガ連載作家陣12名からお祝いイラストが寄せられ、7月22日発売の『ヤングマガジン』34号にタレントの新 唯（あらた・ゆい）が本作の人気ヒロイン郡山 結に扮したカラーグラビアと、お笑い芸人ダイアン津田こと津田篤宏が、歴代ヒロインのベスト3を語るインタビュー企画も掲載された。
2024年11月20日発売の紙版コミックス第3巻で、発行部数120万部を突破したことを発表。同年12月23日には、DLsiteよりボイスコミック『人妻の唇は缶チューハイの味がして 郡山結ASMR ～憧れの叔母さんと部屋でふたりきり～』が発売された。郡山結の声を上坂すみれが演じている。ドラマの内容は、原作のシーンにオリジナルストーリーを加えた4トラック構成で、総収録時間は約53分となっている。
2025年2月17日に、本作のアニメ化が発表された。プロデュースは株式会社ウェイブが運営するアニメーションレーベル「デレギュラ」が担当。原作のチンジャオ娘と、作画担当の野上たまからアニメ化記念のコメントが寄せられ、チンジャオ娘は「もちろんアニメには叔母の結さんをはじめ選りすぐりの人妻たちが登場するのでお楽しみに！！」と言葉を添えた。

## 登場人物
※声の項はテレビアニメ版の声優で、表記はオンエア版／完全デレギュラ版の順

### メインキャラクター
ツヨシ
声 – 石井孝英／海堂綿
１年浪人している22歳の大学3年生。金髪と三白眼の不良っぽい外見であるが、他人に親切な善人でお調子者。目上の人には敬語で接し、腰が低い普通の男子。安価で手軽に酔えるストロング系缶チューハイを好んで飲み、知り合った女性にも勧めている。アパートで独り暮らしをしており、自転車で宅配フードサービスのアルバイトをしている姿が何度も出てくる。連載開始時の22歳までずっと童貞だったが、子供の頃から大好きだった若き叔母の郡山 結が身体を許してくれたことで、性交とフェラチオを同時に初体験した。また、10代の浪人時代に好意を抱いていた、憧れの予備校教師・大隈千幸とも、偶然再会したことで性交を果たした。
年齢相応にスケベで性欲旺盛。勃起状態の男根を見た女性のうち、競馬好きの沼田麻美は「馬並み」と驚き、中島 晶と曾我若芭は共に「太い」と話しており、野々村邦恵は「恵方巻」に例えていることから、人並み外れた太さと長さの巨根と描写されている。父親と親戚の話では、巨根は祖父譲りとのこと。
結が使用済コンドームの中身を見て「毎度毎度よくこんなにたくさん出せるわね」と呆れながらも感心したり、他の女性から「飲んだだけでも赤ちゃんできちゃいそう」と言われるほど1回ごとの射精量が非常に多く、ガテン系ヒロインの大山田玲緒は「うちの旦那の5倍は出てる」と言っている。精液を飲んだ女性たちの感想が「味が濃くてジャンクフードみたい」、「プロテインみたいに濃くてとっても美味しい」、「コクとキレがある」など、ほぼ共通して“濃くて美味しい”らしい。1度射精しても2回目、3回目がすぐ続けて出るほど精力と持続力が強く、3連休に結が泊まりに来た時は、１グロスの業務用コンドーム（144個入り）を3日弱で半分ほど使っている。
コンドームは自室に常備していたり、女性と2人きりになる時は持参しているほか、そういう場の雰囲気になった時にゴムの用意がないと慌てる程度には避妊に気を遣っている。例外的に、ゴムを着けないまま女性が上に乗ってくる体位の時や、行為中の相手が中出しを求めたり許してくれた時は躊躇しないが、相手を妊娠させたと勘違いした時は心拍数が上がって真っ青になる小心者。

### サブキャラクター
ヨシフ
声 – 室元気／蕨のびる
ロシア人だが流暢な日本語で話す、ツヨシの大学のサークル仲間。アパートで独り暮らしをしており、既婚の姉が事前連絡もなしに時々部屋に来る。銀髪の長い前髪で隠れている目は滅多に見えないが、初登場時は両目が見えるイケメンで描かれた。日本の特撮番組やアニメなどのサブカルチャーが大好きで、語り出すと止まらないタイプ。初めて観た成人向け作品も、実写ではなくアニメだったという。日本人の友人の目前でも、姉とは母国語のロシア語で会話している。
タケシ
声 – 山口令悟／紫鶯
飲酒やコンパの遊び好きな、ツヨシの大学のサークル仲間。リモート飲み会のエピソードで初登場。ツヨシから心の友と呼ばれるほど仲が良く、常にヨシフ、ツヨシと遊んでいる。暇な時はツヨシを誘ってパチンコを打ちに行く。祖父母が地方の温泉旅館を経営しており、キャンセル客の料理を無駄にしないようにと、悪友2人を招待する友情に厚い男。だが旅館にヨシフが来ていない事情を知らずに2人の宿泊部屋を訪ね、後方に突き出した白い尻に背後から挿入中のツヨシを目撃。すっぽん鍋で精力がついた男同士の肛姦を見てしまったと思い（実際の相手はヨシフの姉アナスタシアだった）、激しく動揺した。
ヒデトシ
タケシやヨシフと同じサークルの仲間にして1年下の後輩。丸いメガネをかけて大人しそうな好青年。連載33本目で初登場。夏休みにツヨシと共に海辺のリゾート地でアルバイトをした時は、外見に似合わず、酔っ払い客を威圧するほどの漢気を見せた。ツヨシの友人の中では唯一、交際している彼女がいる。

### ヒロイン
郡山 結（こおりやま ゆい）
声 – 河原木志穂／杏野みゆ
- 1本目、7本目、19本目、29本目、39本目に登場

企業務めの30代OL。ツヨシの母親の弟の嫁で、叔母にあたる。男勝りで強気な性格の反面、酒に酔うとセクハラおばさんと化し、話題や仕草がエッチになる。ツヨシの母から生活ぶりを見てくるよう頼まれてアパートを訪れ、缶チューハイを飲んでいるうちにツヨシから向けられる本気さを知り、自らディープ・キスを交わして遂に一線を超えてしまう。酔った上での一夜の過ちにしようとするが、その後も親族同士の背徳的関係は続き、現在はツヨシの前でストロング系缶チューハイを飲んだらセックスOKの合図。
セックスは弱いが優しい夫のことも愛しており、夫婦関係は良好。独り暮らしの甥の世話に行くついでに、一緒に酒を飲んでいることは夫も承知している。獣のように激しく強いツヨシのセックスと、夫の時とは桁違いの絶頂感から抜け出せない自覚はあり、小言っぽい口調とは裏腹に甥っ子のストロング（強烈）なセックスを期待している。大人の責任としてツヨシにゴムを着けるよう注意しており、自分もアパートへ行く時はトートバッグの中にコンドームを1箱隠している。それでも甥っ子の童貞を喪失させた2回戦目にゴムを使わなかったり、帰り支度の際に“本生搾り”の空き缶と未開封のコンドームの箱を見てハッとするなど、故意か偶然か生で交わったことが幾度かある。口内射精で精液を飲んであげた男は、ツヨシが初めてとのこと。本作の人気キャラクターとして度々クローズアップされて登場回数は最多を誇り、紙版コミックスの第1巻は結のエピソードを集めた内容で発売された。
夏野 藍（なつの あい）
声 – 朝日奈丸佳／三日月こっこ
- 2本目、10本目に登場

ツヨシの中学時代の1年後輩。学生時代は垢ぬけない黒髪の陸上部員だったが、既婚者になった今はブリーチした長髪と日焼けした身体で外見がすっかり変わっている。エアコンが故障したツヨシの部屋でチューハイを飲んでいるうちに、「こんなに酔ってるんだからしょうがないですよ」を口実にツヨシとセックス。その後も度々ツヨシの部屋に遊びに来ては関係を持っている。中学時代から秘かにツヨシに憧れていたため、何かと口実を作ってはセックスに持ち込む。折り畳み傘を持っていることを隠して、大雨の日にツヨシの部屋に泊めてもらうような、いじらしいところがある。
原口佐恵子（はらぐち さえこ）
- 3本目、22本目に登場

ツヨシの近所に住む専業主婦で、サラリーマンの夫と幼稚園児の息子がいる。尻が大きな29歳。自転車の転倒事故に巻き込んで怪我をさせたツヨシのために、アパートに通って手料理を作る。ミートボールの料理が得意。子供が寝ている間に台所でツヨシとセックスをした。あまり夜の誘いには応じてもらえないものの、夫との仲は良く、息子のリョースケはツヨシに懐いている。久しぶりに再会したツヨシを自宅に呼ぶ時には、事前にコンドームを買っておくなど関係に積極的。初めての関係では一方的に抱かれるのみだったため、2度目は献身的にフェラチオを行なった。
高城英美里（たかぎ えみり）
- 4本目、37本目に登場

タワーマンションで暮らしている26歳の既婚女性。お嬢様学校の女子大卒で、セレブっぽい雰囲気を醸している。外国人とのクォーターで、日本人離れしたスタイル。フードデリバリーの配達で部屋に来たツヨシと缶チューハイで酔って、妙な意地の張り合いをした挙句に性的関係になる。内心ではツヨシには好感を抱いているが、決して言葉や表情には出さず生意気な態度で接している。日頃はヘルシーな物や高級料理を食べているため、時々ジャンクなファーストフードをデリバリーで注文するという。性交中のツヨシに「遠慮なんてしないで…中で…」、「出して、奥で…」と求めているので、常に避妊具を使っていない模様。
神崎美紀（かんざき みき）
声 – 貫井柚佳／茂木桃乃
- 5本目、13本目に登場

ツヨシの大学のOGで2年先輩。面倒見が良く明るい性格で、ツヨシたち後輩の憧れの的だった。同じサークルの同級生と交際の末に結婚。右目下に泣きぼくろがある。ツヨシとリモート飲み会後、カメラをOFFにしないまま夫との生々しいセックスが映し出され、後背位で突かれながら中に出されている最中の表情をツヨシに見せてしまう。カメラの切り忘れは偶然と思われたが、涙とよだれまみれの淫靡な顔でツヨシに向かって微笑んでいた。大学の後輩たちを新居に呼んだ時は、皆が酔って雑魚寝中の暗い居間で、夫と間違えたツヨシの上にゴムを着けずに跨ってセックスを始める。実際は相手が誰であるか分かっており、膣外射精しなければと内心狼狽えるツヨシに「いいよ そのまま出して」と小声で囁く。
アナスタシア
声 – 明智璃子／秋暮イヅコ
- 6本目、16本目に登場

声 – 明智璃子／秋暮イヅコ
ヨシフの姉のロシア人。モヒカン刈りで巨漢の日本人の夫がいる。乗りの良い関西弁で喋る陽気な性格で、下ネタの冗談も得意であり、ロシア語でツヨシを「Xентай（変態）!!」とからかう。愛称はナーシャ。少年柔道教室の黒帯の師範でもあり、絞め技が得意。弟の様子を見にヨシフのアパートを訪れている最中、ツヨシと遭遇。酔って弟と間違えトイレに案内させたツヨシと、個室内で盛り上がってクンニリングスされてしまい、熟睡する弟の隣でセックスを始める。後日、ヨシフの代理でツヨシと共に1泊2日の温泉旅行に出かけ、ツヨシがコンドームを持っていることを知り、室内や部屋風呂で何回もセックスに明け暮れた。ツヨシを弟のように扱いつつ、セックスフレンドとして良い関係を保っている。
松浦奈緒子（まつうら なおこ）
- 8本目、31本目に登場

“ナオ＠チューハイ大好き人妻（裏垢）”というアカウント名で、画像投稿SNSに少しエッチな写真をUPしている自撮り投稿者。その正体はツヨシの住むアパート大家の息子の嫁。33歳。アパートの管理業務や住人たちの苦情対応で溜まったストレスの発散を兼ねて、チヤホヤされて承認欲求を満たせるSNSで裏の顔を持っていた。ツヨシにだけ特別な自撮りを見せるという約束で、ハメ撮りしながらのセックスに興奮する。発熱で寝込んだツヨシの看病に行った際、メイドのご奉仕ごっこをしている内に、調子に乗ったツヨシと再びセックスしてしまう。
野々村邦恵（ののむら くにえ）
- 9本目、45本目に登場

ダイエットのためにスポーツジム通いをしている主婦。ややぽっちゃりした外見だが、タレ目で愛嬌のある性格。格安入会キャンペーンに釣られてジムに来たツヨシと出会い、公園でカロリー高い揚げ物を食べながら意気投合。ツヨシの部屋で食事と筋トレをしているうちに、ツヨシの裸を見てセックスになだれこむ。その後もダイエットの減量と、食べ過ぎによるリバウンドを繰り返しており、ジム通いの中でツヨシと関係を持ち続けている。本心ではダイエットに成功したらツヨシと会えなくなるため、沢山食べて太らなければと思っている。
吉沢 茜（よしざわ あかね）
- 11本目、33本目に登場

保育園の保育士。単身赴任で離れている「ジュンくん」と呼ぶ夫がいる。22歳。多くの園児を連れて公園で遊ばせている最中に、アルバイト中のツヨシと知り合う。保育士の仕事でストレスが溜まっており、生理周期でムラムラするという満月の夜に再び会ったツヨシと屋外で性行為に及ぶ。後にツヨシやタケシが出かけた合コンの席で偶然再会。合コン会場を抜け出してツヨシと夜の公園に向かうと、コンビニで缶チューハイとコンドームを買ってくるよう命じて、遊具の中でセックスを行なう。
中島 晶（なかじま あきら）
- 12本目に登場

既婚者女性だけで結成された草野球チーム・人妻ナインのピッチャー。普段は少年野球のコーチをしているボーイッシュな女性。試合中に顔面にデッドボールを受けて気絶したツヨシを、車で部屋まで運んで介抱した。2人でチューハイを飲み、野球拳をしながら脱衣で盛り上がっているうちに酔ってセックスをする。
宮沢多真魅（みやざわ たまみ）
声 – 香坂さき／絹田つづ美
- 14本目に登場

住宅街から奥に入った一戸建ての屋敷に住む、巨乳で目が大きなタヌキ顔の美女。夫は実家に戻っているという。ひとりでジビエ料理を肴に飲んでいたところ、狸を追って庭に迷い込んできたツヨシを家に招き入れた。物凄く精欲が強く、拘束して身動きできないツヨシに跨って激しいセックスを行なう。ツヨシが射精している間、「あああ…美味しい」「私…できちゃう、繁殖しちゃう」と言っており、ゴムを使わなかった模様。翌日ツヨシが該当の家を探したが、まるで狸に化かされたように多真魅の屋敷は見つからなかった。
久慈希美（くじ のぞみ）
声 – 山岡ゆり／はちみつこ
- 15本目、25本目に登場

未成年の少女に見えるが、実際は平成元年生まれの30代。小学生の娘がいる。ツヨシを「お兄ちゃん」と呼んでからかうメスガキ系キャラ。深夜に出歩いていると子供に間違われ、警察官に補導されそうになるという。夫と喧嘩して家を飛び出していた時に、関りを持ったツヨシのアパートに泊めてもらい、セックスに至る。幼児体形で貧乳なことを、それなりに気にしているためか、夫が巨乳物のアダルト作品を見ていることが気に入らない。バレンタインデーに再会した時は、義理チョコを渡してセックスを堪能した後、帰り際に手作りの生チョコを差し出した。
小岩井孝子（こいわい たかこ）
- 17本目、27本目に登場

小学生の頃にツヨシと親しかった2歳年上の幼馴染。大型スーパーでパートタイマーをしている最中にツヨシと13年ぶりに再会。幼少期から背が高く身体が大きなことがコンプレックス。現在は結婚しており、夫が小柄な女性と浮気していることに傷ついている。旧姓は末高（すえたか）。幼馴染の頃は互いに好きだったが、本心を伝えられずに孝子は引っ越し、再会を期にセックスをした。夫が浮気相手と通っていたラブホテルに、ツヨシを伴ってメンバーズカードの利用歴を確かめるだけの予定だったが、最初からセックスをする気でセクシーな勝負下着を持参していた。
桐原紗莉（きりはら さり）
声 – 石田嘉代／間野真珠
- 18本目、35本目に登場

ツヨシの行きつけの理髪店を切盛りしているハスキーボイスの女性。アラフォーだが、サバサバした性格の元ヤンキーで若く見える。ツヨシを散髪したついでに、店の2階で手料理を振る舞う。成人した子供2人が家を出て、トラック運転手の夫が滅多に家に戻らない寂しさを愚痴るうちにツヨシとセックス。性器が繋がったままキスをすると、あまりの上手さと気持ち良さにツヨシは早漏のように瞬時に達してしまった。以来、散髪に来たツヨシと関係を続けており、彼が他の女性美容師の店に行ったと勘違いした時は強いショックを受けた。年齢のことで自分をおばさんと卑下しているが、内心では息子より年下のツヨシに惹かれている。
澤村四葉（さわむら しのぶ）
- 20本目、41本目に登場

ガンダムシリーズ好きのアニメオタクで、バストGカップの巨乳美女。ドン引きされことを恐れて周囲にはオタクであることを隠している。趣味が似ているツヨシと出会い、DVD鑑賞会をしながらセックスになだれ込む。コンドームの買い置きがなく焦るツヨシに「当たらなければどうということはない！」と言い、避妊具なしで性交を完遂。大切なキャラクターグッズを夫が人にあげてしまったことで、オタク趣味を辞めようと落胆していたが、ツヨシに励まされた。その後もツヨシの部屋で同人誌制作をするほど交流は続いており、原稿作成の合間に性的関係を持っている。
鈴木諒子（すずき りょうこ）
- 21本目に登場

ツヨシと同じ大学に通う29歳。昔は恋目レモンという芸名のAV女優だったが、随分前に結婚を境に引退していた。恋目レモンのアダルトDVDを久しぶりに観たツヨシが、どことなく諒子に似ていると感じたことから、自分の正体がバレたかと思い自ら明かした。「旬を過ぎた元AV女優」と自認しているが、現役時代のAVをツヨシがオカズのネタに使ったと聞き嬉しく思い、お礼にセックスをした。
皆木春香（みなき はるか）
- 23本目に登場

赤い暖簾を掲げる、昔ながらのラーメン屋を営む美人女将。学生時代はギャルだった威勢の良い32歳。店主の夫が腰痛で店に出られなくなり、常連客のツヨシをアルバイトに雇う。1カ月に及ぶバイトが終了したツヨシとの別れが名残惜しく、店内の客席を使ってセックスをした。本人曰く、普段も閉店後の店内で夫とセックスしているとのこと。フェラチオでツヨシの精液を飲み「お酒の後は、やっぱりザーメン（ラーメン）…だよね」とギャルっぽい冗談を言って笑った。
シムフィス・ムトー
声 – 森嵜美穂／柳木雪
- 24本目に登場

ダークエルフの王女。魔物に襲われて瀕死のところを、缶チューハイの神の手違いで異世界に転生されたツヨシに助けられる。命を救われた礼にとツヨシとセックスをし、事後に異世界からやってきた勇者の伝説を語って聞かせる。実はこの世界に於ける、ツヨシの未来の配偶者であったが、そうと知りながらツヨシにその事実を話さなかった。自分の未来の夫の命を救うため、ツヨシを元の世界に戻して、自分は彼と出会う前の時間軸に戻り、深手を負ったまま死亡する。耳が性感帯。
菅野沙耶（かんの さや）
- 26本目に登場

高級住宅街に夫と2人で暮らしている清楚系美女。小説投稿サイトに“肉柱万傑（にくばしら・まんけつ）”のペンネームで成人向け官能小説を発表している。自分の投稿小説に率直な感想を言ってくれるツヨシの反応が嬉しい。リアリティを追求するためには、自分で体験しないと書けない性格で、スランプの荒療治にコンドーム着けて自分を犯して欲しいとツヨシに依頼する。
刑部祐実（おさかべ ゆみ）
- 28本目に登場

町の商店街にある酒屋「刑部酒店」の奥さん。中学1年生の息子がいる。スーパー戦隊シリーズに似た商店街のアトラクションショーに出ているが、大人気を誇った特撮番組『清涼戦隊サイダンジャー』に出演していた元・女優であった。商店街の催事手伝いをしたツヨシは、偶然そのことを知る。ツヨシの部屋でヒーローごっこをしているうちに下半身に跨り、勃起している彼に気付いてセックスをした。
稲葉 菖（いなば あやめ）
- 30本目に登場

行方不明になったペットのウサギ探しで張り紙を出している主婦。ペット探しを手伝ってくれたツヨシの部屋で慰めてもらっているうちにセックスを行なう。絶倫のツヨシも体力が続かないほど、発情したウサギの如く強烈な性欲で求め続ける。結局ウサギは無事に見つかり、後日「妊娠していたみたい」と電話で報告すると、避妊しなかったツヨシは顔面蒼白になった。
糸井麻衣子（いとい まいこ）
- 32本目、43本目に登場

夫婦喧嘩で家出し、ツヨシのアパートに転がり込んだ従兄妹。双子の2歳児の母で20歳。妹同然の親類と関係を持ってはまずいと自制するツヨシにアプローチし、積極的にセックスに持ち込む。コンドームがなく慌てるツヨシに「もし（子供が）デキても大丈夫だよ」と冗談を言うが、中学生時代にお嫁さんになりたいと告げたツヨシを今も想い続けていた。クリスマスイブはツヨシにサンタクロースに扮してもらって子供たちを喜ばせた後、自分の寝室でツヨシとセックスを行なった。
黒須美羚（くろす みれい）
- 34本目に登場

企業説明会に出かけたツヨシが、インターンシップで2週間働いた職場の女上司。単身赴任の身で、実家に夫がいる27歳。仕事の要求は厳しい反面、私生活では片づけが出来ないタイプで、部屋は脱ぎ散らかした服とゴミが散乱している。性的に気持ち良くなっても顔や声に出ないタイプと話しているが、部屋に泊まらせたツヨシとのセックス中は、感じまくって声をあげた。
大隈千幸（おおくま ちゆき）
- 36本目に登場

26歳の予備校講師。生徒たちと年齢が近く、親しみある性格から“ちゅーちゃん先生”と呼ばれている。「勉強を頑張ったら先生が卒業させてあげる」と言われた浪人時代のツヨシは、童貞からの卒業を期待して発奮したが、それは予備校から卒業の意味だった。だが性的な目標で頑張ったツヨシの心情を本当は知っており、再会を期に先生らしく優しくリードしながらセックスをした。
沼田麻美（ぬまた あさみ）
- 38本目に登場

ギャンブル狂の専業主婦。25歳。パチンコ店で知り合ったツヨシを誘い、競馬ほか数々の賭け事に挑んで全敗する。不妊体質のため、夫とその実家とも折り合いが悪い。避妊具２個の片方に穴を開けてツヨシに選ばせるが、穴の開いたゴムを使って行為中に破れてしまう。狼狽するツヨシに「一線を超えよう」と覚悟を決めさせ、夜から翌朝まで大量の精液を膣内射精で受け入れる。
青崎 渚（あおざき なぎさ）
- 40本目に登場

海水浴場の砂浜に建つ民宿兼海の家「サファイアベッド」のオーナー。ツヨシとヒデトシが泊まり込みのアルバイト、いわゆるリゾートバイトで世話になった女性。海の家の看板娘をしていた頃にサーファーの夫と知り合い、祖父母が経営していた民宿を引き継いだ。現在の夫と知り合った20年以上前の写真と、さほど容姿が変わってない。夜の浜辺でウニを踏んだツヨシの手当をした後、そのまま屋外で性交を持ちかける。ツヨシを騎乗位でリードしながら、「いいよ…」と囁いて中で射精させた。
大山田玲緒（おおやまだ れお）
- 42本目に登場

親の家業を継いで工務店の社長を務めながら、自身も現場で働いている女棟梁。夫と小学生の娘3人を持つ31歳。日焼けした筋肉質の身体で腹筋も割れている、性欲の強いガテン系美女。ツヨシが住むアパートの修繕工事期間中に、頻繁に部屋に押しかけて来てはツヨシとセックスを続ける。ツヨシの射精量に感心しつつ、ゴムの中に溜まった多量の精液を飲み、缶チューハイで喉に流し込んだ。
曾我若芭（そが わかば）
- 44本目に登場

名のある武士の家柄に育った28歳の専業主婦。幼少期から合気道や薙刀など武芸を嗜み、現在は女子高の薙刀部で外部コーチを務めている。凛とした剣士の佇まいに反して極度の怖がりで、ホラー映画を観ることすら出来ない。酔っ払いに絡まれていたツヨシを助けた縁で知り合い、彼のアパートで肉体関係を持った。驚いたり、性的に感じたりすると失禁しやすく、ツヨシとの性交中にも漏らしている。

## 書誌情報
発行元はいずれも講談社
原作・チンジャオ娘　著・野上たま 『人妻の唇は缶チューハイの味がして』 Kindle版
1. 2021年7月6日発売 ASIN B097SV7GNL　
2. 2021年8月5日発売 ASIN B09B76TVFN　
3. 2021年10月20日発売 ASIN B09HXH4YXH　
4. 2021年12月20日発売 ASIN B09N8V3238　
5. 2022年2月18日発売 ASIN B09RSFNYZM　
6. 2022年4月20日発売 ASIN B09XHL382F
7. 2022年6月20日発売 ASIN B0B3D48SY1　
8. 2022年8月19日発売 ASIN B09RSFNYZM
9. 2022年10月20日発売 ASIN B0BHH9HCJF　
10. 2022年12月20日発売 ASIN B0BP9TRP6F
11. 2023年2月20日発売 ASIN B0BV2GQ82L　
12. 2023年4月20日発売 ASIN B0C1RPYJW3
13. 2023年6月20日発売 ASIN B0C7B7CWBQ　
14. 2023年9月20日発売 ASIN B0CHHW54W8
15. 2023年11月20日発売 ASIN B0CLKZNG7L　
16. 2024年2月20日発売 ASIN B0CV3X5PJM
17. 2024年4月18日発売 ASIN B0CZWXC846　
18. 2024年7月19日発売 ASIN B0D918P8H5
19. 2024年9月19日発売 ASIN B0DG4YJ6VS
20. 2024年12月19日発売 ASIN B0DPPBZCJL
21. 2025年2月19日発売 ASIN B0DW2LM2S7
22. 2025年5月20日発売 ASIN B0F7QF7Q34
23. 2025年7月18日発売 ASIN B0FGXJ5VBK

原作・チンジャオ娘　著・野上たま 『人妻の唇は缶チューハイの味がして』 贅沢フルカラーストロング版
1. まるごと郡山結 － 2024年6月19日発売 ISBN 978-4-06-535947-1
2. 夏香るギャルと叔母 － 2024年8月20日発売 ISBN 978-4-06-536557-1
3. Ｗセレブリティ － 2024年11月20日発売 ISBN 978-4-06-537753-6

## テレビアニメ
2025年4月10日にアニメ公式サイトがオープンし、テレビアニメとして7月より放送開始されることが発表された。併せてキービジュアルとスタッフ、キャストが解禁。地上波放送で規制されていた映像、音声部分の解除に加え、全話数においてテレビ放送できなかったパートを追加した「完全デレギュラ版」が、AnimeFestaで独占配信される。

### スタッフ
- 原作 - チンジャオ娘
- 作画 – 野上たま
- 監督・シリーズ構成 - 桂馬一[83]
- キャラクターデザイン・色彩設計 - 枯井頼子[83]
- 美術監督 - 青田穣[83]
- 撮影監督・編集 - 林朋宏[83]
- 音響監督 - 大寺文彦[83]
- プロデュース – デレギュラ[83]
- アニメーション制作 - raiose[83]
- 製作 – ウェイブ[83]

### 主題歌
「Can’t you high!?」
うづほによる主題歌。作詞はG-zass、作・編曲はかねこかずき、ジョーカーサウンズ。

### 各話リスト
| 話数  | サブタイトル                      | 絵コンテ | 演出   | 作画監督                                | 総作画監督 |
| ----- | --------------------------------- | -------- | ------ | --------------------------------------- | ---------- |
| 第1話 | お堅い叔母さんの唇は…             | 桂馬一   | 桂馬一 | 枯井頼子 無鍚極速蝸牛動畫               | 枯井頼子   |
| 第2話 | 日焼けギャルの唇は…               | 桂馬一   | 桂馬一 | 無鍚極速蝸牛動畫 ラプラスアニメーション | 枯井頼子   |
| 第3話 | 人妻になったサークルの先輩の唇は… | 桂馬一   | 桂馬一 | ラプラスアニメーション                  | 枯井頼子   |
| 第4話 | ロシアから来た友だちの姉の唇は…   | 桂馬一   | 桂馬一 | 無鍚極速蝸牛動畫                        | 枯井頼子   |
| 第5話 | 妖しげなたぬき顔人妻の唇は…       | 桂馬一   | 桂馬一 | 無鍚極速蝸牛動畫                        | 枯井頼子   |
| 第6話 | 童顔な生意気人妻の唇は…           | 桂馬一   | 桂馬一 | ラプラスアニメーション                  | 枯井頼子   |

### 放送・配信
TOKYO MXでは2025年7月1日 毎週火曜 25時より、BS11では2025年7月6日 毎週日曜 25時10分より放送。「オンエア版」はAnimeFesta、DMM TVにて、「完全デレギュラ版（規制解除版＋追加パート）」はAnimeFestaにて、いずれも7月1日より毎週火曜日 25時から配信。

### BD / DVD
| 発売日             | 収録話              | 規格品番   | 規格品番   |
| 発売日             | 収録話              | BD         | DVD        |
| ------------------ | ------------------- | ---------- | ---------- |
| 2025年11月26日予定 | 第1話 - 第8話 + OVA | WVAR-00008 | WVAR-00007 |